# Дневник Криминального доктора
«Дневник Криминального доктора» (англ. The Crime Doctor's Diary) — американский детективный фильм режиссёра Сеймура Фридмана, который вышел на экраны в 1949 году.
Это последний из десяти фильмов студии Columbia Pictures о психиатре и детективе-любителе докторе Роберте Ордуэе, известном как Криминальный доктор. Во всех десяти фильмах главную роль сыграл Уорнер Бакстер.
В этом фильме несправедливо осуждённый за поджог Стив Картер (Стивен Данн) при поддержке доктора Ордуэя условно-досрочно выходит на свободу, после чего начинает поиски истинного виновника поджога музыкальной компании своего бывшего работодателя Филлипа Беллема (Дон Беддоу). Секретарша Беллема, Джейн Дэррин (Лоис Максвелл), которая влюблена в Стива, убеждает своего босса снова его нанять. Сам же Стив влюблён в Инэс Грей (Адель Джергенс), которая работает в конкурирующей компании Джорджа Харригана (Роберт Армстронг). Стив подозревает, что поджог устроил либо Харриган, либо Карл Энсон (Джордж Микер), который занял место в Стива после того, как тот попал в тюрьму. Вскоре Энсон оказывается убитым в здании компании Беллема, куда незадолго до того входил Стив, подозрения в отношении которого ещё более усиливаются. Лишь после того, как в студии обнаруживается пластинка, на которую случайно был записан разговор между Джейн и Энсоном перед его убийством, становится ясно, что именно Джейн устроила поджог, чтобы разорвать связь Стива с Инэс, а затем застрелила Энсона, который выяснил, что поджог устроила именно она.
Фильм получил положительные отзывы критики за увлекательный сюжет, хорошую постановку и качественную актёрскую игру, особенно, со стороны Лоис Максвелл в роли одержимой любовью психопатки.

## Сюжет
Начальник тюрьмы (Селмер Джексон) приглашает опытного психиатра, доктора Роберта Ордэуя (Уорнер Бакстер) для консультации по поводу одного из заключённых, Стива Картера (Стивен Данн), который после трёх лет десятилетнего заключения по решению совета по условно-досрочному освобождению выходит на свободу. Начальник тюрьмы говорит, что, несмотря на примерное поведение, Стив всё время заключения был очень замкнут, и создавалось впечатление, что на свободе он планирует что-то совершить.
Ордуэй рассказывает, что в качестве эксперта участвовал в судебном процессе Картера, обвинённого в умышленном поджоге. Доктор представил заключение, согласно которому Картер не был маньяком, и он вполне вменяем, хотя у него не было никакого видимого мотива для совершения поджога. По словам Ордуэя, Картер работал менеджером по продажам в совершенно легальной музыкальной компании Bellem Music Company, которая проигрывала записи абонентам по телефонной сети. Вместе с тем, синдикат по продаже музыкальных автоматов был недоволен деятельностью компании Беллема, которая отбирала у них часть прибыли. Прокурор пытался доказать, что поджог был результатом конкурентной борьбы, однако ему это не удалось. Ордуэй также считает, что поджог не имеет отношения к организованной преступности, и потому со своей стороны подписал документы на удо Картеру. По мнению доктора, если Картер и виновен, то им двигал личный мотив. При встрече с начальником тюрьмы Картер продолжает настаивать, что он не виновен, и что его подставили. Затем он просит Ордуэя о встрече с ним в этот же день.
В Нью-Йорке, в магазине компании Bellem сотрудницы по заказу клиентов проигрывают пластинки с записями, которые те прослушивают по телефону. Хозяин компании Филлип Беллем (Дон Беддоу) отговаривает сотрудницу Джейн Даррин (Лоис Максвелл) ехать в тюрьму, чтобы забрать Картера, однако Джейн не намерена отступать. Девушка убеждена, что Картер не имеет отношения к поджогу, и Филип знает об этом, иначе бы он не вернул его на работу в компанию. Филип объясняет, что сделал это только ради Джейн, однако она полагает, что Филлип делает это из чувства вины, потому что не защитил его в суде. Джейн также утверждает, что Филлип ничего не потерял от пожара, так как все убытки покрыла страховая компания.
Пит Беллем (Уит Бисселл), немного отсталый в умственном развитии брат Филлипа, звонит из кафе в компанию знакомой сотруднице Роме (Луис Филдс) и просит её поставить песню собственного сочинения, которую он заказывает каждый день. Сотрудник компании Карл Энсон (Джордж Микер), услышав песню, разбивает пластинку, после чего требует, чтобы Пит немедленно приехал на работу. Рома упрекает Карла в том, что у нет сострадания к людям, на что он отвечает, что он заботится прежде всего о делах фирмы. Так и не убедив Джейн, Филлип поручает Карлу поговорить с ней. Карл напоминает Джейн, что Картер бросил её ради Инес Грей (Адель Джергенс), а она всё равно ждёт его. На это Джейн отвечает, что любит Стива. Карл говорит, что не подозревал Стива в поджоге, по его мнению, его мог устроить Пит (хотя, по словам Джейн, он безвреден) или главный конкурент компании, бывший гангстер Джордж «Голди» Харриган (Роберт Армстронг), который в настоящий момент управляет бизнесом по продаже музыкальных автоматов. Когда Карл высказывает предположение, не мог ли сам Филлип устроить поджог ради страховки, в этот момент тот входит в кабинет, и разговор обрывается.
Джейн встречает Стива на машине у ворот тюрьмы. По дороге в город Джейн объясняет, что хотя Стив и не любит её, она надеется стать ему полезной и незаменимой, и таким образом вернуть его любовь, однако Стив не верит в это. Он также не понимает, почему Филлип решил снова взять его на работу, не догадываясь, что сделано благодаря Джейн. Тем временем в своём кабинете Голди Харриган спрашивает свою сотрудницу Инес Грей о Картере, но она утверждает, что не общалась с ним уже три года. Армстронг, который похоже неравнодушен к Инес, уверен, что в поисках работы Картер скоро придёт к нему.
Стив приезжает к Ордуэю, заявляя, что намерен найти истинного виновника поджога и доказать свою невиновность, однако доктор отказывается ему помогать, советуя заняться устройством собственной жизни. Джейн поддерживает доктора, считая, что поиски преступника приведут его только к беде. Стив прежде всего хочет встретиться с Карлом, от которого рассчитывает получить информацию, которую тот скрывает, а также с Голди Харриганом, который также может быть связан с поджогом. Стив приходит в офис Харригана, где его встречает Инес. Несмотря на трёхлетний перерыв, Стив быстро восстанавливает любовные отношения с Инес, и они целуются. Заставшая эту сцену Джейн тут же удаляется. В студии компании «Беллем» после окончания рабочего дня Пит записывает на диск свою новую песню. Услышав это, Карл заходит в студию и выгоняет Пита. Тот уходит, оставив не выключенным записывающий аппарат. Уже с улицы Пит видит, как Стив заходит в здание компании.
Среди ночи Джейн звонит доктору Ордуэю, сообщая, что Карл убит. Она просит доктора не говорить о том, что Стив подозревал Крала в поджоге, однако Ордуэй отвечает, что должен будет рассказать полиции всё, что ему известно. Сразу после этого Ордуэю звонит инспектор полиции Мэннинг (Клифф Кларк), приглашая доктора на место преступления. В студии, где был убит Карл, полиция обнаружила следы трёх выстрелов. Известно, что Карл вечером должен был встретиться в офисе со Стивом Картером. Полиция также обнаружила около здания Пита Беллема, который работает монтёром. На всякий случай Мэннинг взял пробы с рук Пита на предмет наличия следов пороховых газов, хотя убеждён, что убийство совершил Стив. Пит рассказывает, что Карл выставил его из студии, и поэтому он вернулся ночью, чтобы закончить запись песни, обнаружив убитого Карла, после чего вызвал полицию.
В документах Филлипа Ордуэй обнаруживает полис, согласно которому жизнь Энсона недавно была застраховала на 25 000 долларов, и бенефициаром является Филлип Беллем. Тот однако уверяет доктора, что это стандартная процедура страхования жизни менеджера по продажам. Кроме того, при столь успешном бизнесе, как у него, Филлип не стал бы убивать кого-то ради страховки. Зато у Стива были все основания убить Карла, который занял его место и увёл его девушку. Тем временем полиция установила, что Стив находится в квартире Джейн, и Мэннинг вместе с Ордуэем направляется туда. Стив утверждает, что когда пришёл на встречу с Карлом, того на месте не было, после чего он сразу же ушёл домой. Ему позвонила Джейн, и он приехал к ней. Когда Стиву предлагают провести обследование рук на наличие следов пороха и находят в кармане его пиджака перчатку, Стив не выдерживает и убегает, получив ранение в руку. Мэннинг задерживает Джейн за то, что она помогла Стиву скрыться.
В лаборатории устанавливают, что следы пороха на перчатке совпадают со следами на орудии убийства. Ордуэй по-прежнему сомневается в виновности Стива, считая, что он всего лишь пытался выяснить правду о пожаре, а перчатку ему подбросили. Ордуэй предлагает допросить всех, с кем вчера встречался Стив, начиная с Харригана. Мэннинг не поддерживает версию о гангстерской войне между Голди и Беллемом, так как она уже была отвергнута. Но Ордуэй говорит, что причиной могла быть Инес, девушка Голди, которая в своё время была девушкой Стива. Когда Мэннинг заявляет, что ему всё ясно и отказывается допрашивать свидетелей, Ордуэй решает продолжить расследование самостоятельно.
Он приходит в офис к Харрагану, который заявляет, что не видел Стива последние четыре года. После ухода доктора секретарша сообщает Харрагану, что вчера в его отсутствие Картер действительно приходил, и у него была тёплая встреча с Инес. Эта новость вызывает ярость Харрагана. Тем временем Стив приходит домой к Инес, прося её о помощи. Она помогает обработать ему рану, но просит уйти, так боится, что может произойти беда. Стив утверждает, что не любит Джейн, кроме того, в её доме дежурит полиция. Он любит только Инес, и хотел бы с ней остаться. Тем не менее, Инес выпроваживает Стива, надевая на него для прикрытия раненой руки плащ Голди. Когда они целуются на прощание, в квартиру врывается Голди, доставая на ходу пистолет. Стив успевает перехватить его руку, и начинается драка, в которой Стив сбивает Голди с ног и затем убегает. Голди звонит в полицию, чтобы донести на Стива, но по просьбе Инес говорит лишь о пропавшем плаще. По этому звонку Мэннинг догадывается, что, возможно, Голди намекнул на встречу со Стивом, и высылает к Инес полицейских, а сам отправляется по адресу, где только что заметили машину Стива.
Ордуэй приезжает в офис к Филлипу Беллему, где видит Джейн, которую Мэннинг уже отпустил, не предъявив обвинений. Доктор просит у Филлипа разрешения ещё раз поговорить с его братом. По просьбе Филлипа Джейн заходит в студию, чтобы пригласить Пита, который прослушивает свою последнюю запись. Когда Пит выходит, Джейн слышит, что на пластинке записался разговор между Питом и Карлом. Пит отрицает, что убивал Картера, после чего приглашает Ордуэя в студию, чтобы тот послушал запись его последней песни. Они заходят в тот момент, когда Джейн собирается разбить пластинку. Пит выхватывает её из рук Джейн, которая требует удалить Пита из офиса с его музыкой. Ордуэй берёт пластинку себе, собираясь прослушать её дома.
Ночью Стив, скрываясь от полиции, добирается через парк до дома Ордуэя, где забирается в подвал, после чего окончательно выбивается из сил и падает на пол. Вернувшись домой, Ордуэй ставит пластинку на проигрыватель, и в этот момент в дверь звонит Джейн. Она уговаривает доктора не слушать пластинку как совершенно не заслуживающую внимания, однако Ордуэй, чувствуя себя обязанным Питу, всё равно включает запись. После первых музыкальных аккордов в исполнении Пита на пластинке записан разговор, в ходе которого Карл выгоняет Пита из студии, а затем разговор Карла с Джейн. Из этого разговора становится ясно, что пожар из ревности устроила Джейн, чтобы подставить Стива и разлучить его с Инес. Карл знал об этом, и потому Джейн застрелила его. Когда Джейн лезет в сумочку за пистолетом, в доме появляется Стив. Ордуэй успевает достать свой пистолет, но Джейн направив свой пистолет на Стива, требует Ордуэя отдать ей оружие. Доктор бросает свой пистолет, после чего Джейн говорит, что сегодня подставила Стива из ревности, подбросив ему перчатку, когда увидела, как он целуется с Инес. В этот момент в доме появляется полиция во главе с Мэннингом, и когда Джейн открывает огонь и пытается бежать, полицейские убивают её. Ордуэй уверен, что пули, найденные на месте убийства Карла, были выпущены из пистолета Джейн. В этот момент появляется Инес, которая нежно обнимает Стива, а Голди понимающе отходит в сторону.

## В ролях
- Уорнер Бакстер — доктор Роберт Ордуэй
- Стивен Данн — Стив Картер
- Лоис Максвелл — Джейн Даррин
- Адель Джергенс — Инес Грэй
- Джордж Микер — Карл Энсон
- Роберт Армстронг — Джордж «Голди» Харриган
- Дон Беддоу — Филлип Беллем
- Уит Бисселл — Пит Беллем

## Создатели фильма и исполнители главных ролей
Автор сценария Эдвард Энхалт номинировался на «Оскар» за фильм «Снайпер» (1952), а также завоевал «Оскары» за фильмы «Паника на улицах» (1951) и «Бекет» (1965). Он также работал над сценариями таких фильмов, как «Молодые львы» (1958), «Бостонский душитель» (1968) и «Иеремия Джонсон» (1972).
Режиссёр Сеймур Фридман, ранее снял два фильма Бостонском Блэки — «В ловушке у Бостонского Блэки» (1948) и «Китайское приключение Бостонского Блэки» (1949), а позднее такие картины, как «Сын доктора Джекилла» (1951), «Кредитная акула» (1952) и «Путь побега» (1952).
Уорнер Бакстер начал свою карьеру в немом кино с таких фильмов, как «Великий Гэтсби» (1926) и «Ужасная правда» (1925). Перейдя в звуковое кино, он среди прочего сыграл в фильмах «В старой Аризоне» (1928), который принёс ему «Оскар», «42-я улица» (1933), «Пентхаус» (1933), «Узник острова акул» (1936), и «У Адама было четыре сына» (1941). С 1943 по 1949 год Бакстер сыграл роль доктора Ордуэя в десяти фильмах о Криминальном докторе, после чего фактически завершил карьеру.
Стивен Данн сыграл в таких фильмах, как «Шок» (1946), «Мама была в трико» (1947), «Тёмное прошлое» (1948) и «Криминальная история» (1950), а с 1952 года работал в основном на телевидении.
Лоис Максвелл более всего известна по исполнению роли мисс Манипенни в пятнадцати фильмах о Джеймсе Бонде 1962—1985 годов. На её счету также роли в таких картинах, как «Тёмное прошлое» (1948), «Безжалостное время» (1957), «Лицо в огне» (1959), «Лолита» (1962) и «Призрак дома на холме» (1963).
Адель Джергенс сыграла в таких фильмах, как «Я люблю неприятности» (1948), «Тёмное прошлое» (1948), «Переулок» (1950), «Край гибели» (1950), «Ограбление инкассаторской машины» (1950), «Звук ярости» (1951) и «История в Майами» (1954), а в 1956 году в возрасте 40 лет завершила актёрскую карьеру.

## История создания фильма
Это последний, десятый фильм цикла в киносериале студии Columbia Pictures о Криминальном докторе.
Как написал Беккер, «в соответствии с традицией этого киносериала, название не имеет никакого отношения к сюжету, поскольку Ордуэй никогда не вел дневника».
Как и в первом фильме киносериала, доктор Ордуэй состоит в комиссии по условно-досрочному освобождению.
По словам историка кино Джеффа Майера, из-за серьёзных проблем с артритом у исполнителя главной роли Уорнера Бакстера работа над фильмом была остановлена и возобновилась лишь через два года. При этом в этом последнем фильме киносерии роль Бакстера была сокращена, а большую часть действия вели другие исполнители. 
Фильм находился в производстве с 19 августа по 1 сентября 1948 года. Премьера фильма состоялась в Нью-Йорке 15 марта 1949 года. На широкие экраны фильм вышел 9 июня 1949 года.

## Оценка фильма критикой
Фильм получил в основном положительные оценки критики. Так, после его выхода на экраны журнал Variety в номере от 23 марте 1949 года написал, что это «стандартный детективный боевик сериала Columbia. Благодаря множеству интриг и правдоподобному сюжету, фильм станет достойной второй частью на двойных киносеансах». По мнению кинокритиков Джея Роберта Нэша и Стэнли Ральфа Росса, это «обычный детектив», но при этом «один из лучших фильмов цикла». Блоттнер пишет, что «сериал заканчивается на позитивной ноте хорошо написанной небольшой криминальной историей. Опытный актёрский состав справляется со своей задачей и играет превосходно. Однако актёрские почести достаются Лоис Максвелл за исполнение роли одержимой психопатки». По мнению рецензента журнала TV Guide, это «стандартный детектив, но один из лучших фильмов сериале о Криминальном докторе».
Как полагает историк кино Клифф Алиперти, «это, вероятно, самый мрачный фильм о Криминальном докторе» и «единственный фильм в сериале за исключением, пожалуй, „Охоты Криминального доктора“ (1946), который действительно близок стилю фильмов нуар, если смотреть на него современным взглядом». Кинокритик Ким Ньюман обращает внимание на некоторые необычные моменты фильма. Во-первых, речь идёт о конкуренции между такими бизнесами, как продажа музыкальных автоматов и служба передачи музыки, которая отправляет запрошенные мелодии в бары по телефонным линиям. Во-вторых, центральный романтический персонаж картины «разрывается между преданной девушкой по имени Джейн (Лоис Максвелл) и амбициозной дамочкой Инес (Адель Джергенс), но оказывается, что милая девушка одержима ревностью и виновна в поджоге и убийстве, что даёт Максвелл возможность сыграть качественную роль безумной молодой дамы». Ещё одного странного персонажа сыграл молодой Уит Бисселл, создав образ «субнормального психопата», монтёра, который воображает себя певцом и автором песен, «постоянно включающим свой ужасный номер».
Как написал историк кино Рон Беккер, этот фильм стал «достойным завершением сериала, который, несмотря на свои взлёты и падения, старался быть инновационным в сюжетах и обстановке и, возможно, самое главное, всегда серьёзно относился к своим тайнам». Как полагает Беккер, «это привлекательный детективный фильм», в нём достаточно хороших подозреваемых, а разгадка оказывается поистине неожиданной, даже несмотря на то, что истинный злодей попадает в самую точку в категории «вероятные подозреваемые». Как далее пишет Беккер, «единственной слабой стороной фильма является его концовка, поскольку события кажутся поспешными, и не все мотивы персонажей соответствуют предшествовавшим событиям, показанным в фильме». Кроме того, раскрытие преступления произошло благодаря пластинке с записью голоса убийцы, случайно сделанной во время совершения преступления. Таким образом, «роль Ордуэя как детектива в раскрытии этого преступления незначительна».